# Журавка (Голованевский район)
Журавка (укр. Журавка) — село в Новоархангельской поселковой общине Голованевского района Кировоградской области Украины.
Население по переписи 2001 года составляло 137 человек. Почтовый индекс — 26100. Телефонный код — 05255. Код КОАТУУ — 3523655101.
До 2010 года называлось Журовка. Переименовано решением Кировоградского областного совета.
До 2020 года входило в Новоархангельский район.